# ㅅ
Cette page contient des caractères spéciaux ou non latins. S’ils s’affichent mal (▯, ?, etc.), consultez la page d’aide Unicode.
Cet article possède des paronymes, voir Λ, ʌ, ∧, ^ et 人.
ㅅ est un jamo du hangeul, l'alphabet utilisé pour transcrire le coréen.

## Représentation informatique
- Unicode :
  - ㅅ : U+3145[1]
  - ᄉ : U+1109
  - ᆺ : U+11BA